# Dovers Moraine
Dovers Moraine är en morän i Heard- och McDonaldöarna (Australien). Den ligger på östra delen av ön Heard Island.